# Морской рынок

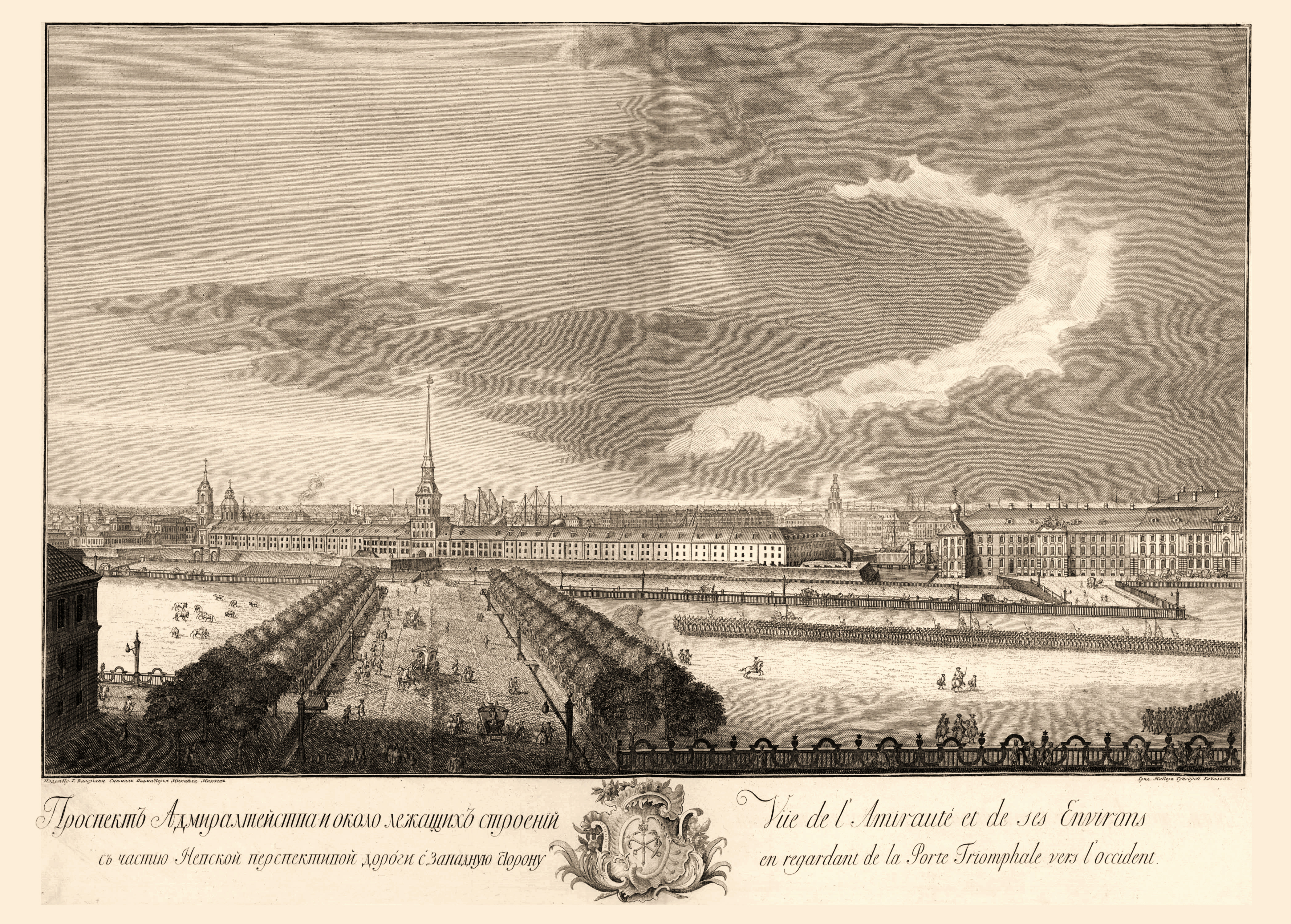
Территория, которую занимал рынок в 1753 году (справа)

Морской рынок — рынок в центре Санкт-Петербурга, на Дворцовой площади.
Рынок получил название от морской слободы, которая была заселена корабелами, которые работали на Адмиралтейской верфи.
Рынок существовал с 1712 по 1717 годы, он был достаточно крупным — на обширной территории располагались шалаши и лари, в которых жители покупали «всякий товар и харч», толпился народ и стояли возы с сеном и дровами.
Впоследствии торговлю здесь запретили, создав поблизости на берегу Мойки Финский (впоследствии — Круглый) рынок.